# 尾形大吾
尾形 大吾（おがた だいご、1996年11月10日 - ）は、日本の俳優。大阪府出身。2019年7月1日より、尾形大悟から尾形大吾に名義を改め活動を行なっている。

## 来歴
第4回劇団Patchオーディションキャラ得部門受賞。「Patch stage EX『Four Contacts 〜よん!ろしくお願いします!! 劇団Patch四期生お披露目祭!!』」で劇団Patch4期生として俳優デビュー。大阪を拠点に活動していたが、2019年に拠点を東京へ移す。
2021年1月31日、カンテレ×劇団Patchプロジェクト 音楽朗読劇『マインド・リマインド〜 I am…〜』を最後に劇団Patchから卒業し、ワタナベエンターテインメントを退所した。卒業後はフリーで俳優として活動。

## 出演

### ユニバーサル・スタジオ・ジャパン
- サンジのレストラン（2017年）
- サンジのレストラン（2018年、カバジ役）
- ワンピース・プレミアショー（2018年）
- SPY×FAMILY シークレット・ミッション（2023年、ロイド・フォージャー役）
- ワンピース・プレミアショー（2023年、キャベンディッシュ役、バルトロメオ役）
- 名探偵コナン・ザ・エスケープ〜100万ドルの序幕〜（2024年、怪盗キッド役、服部平次役、佐光役）
- ワンピース・プレミアショー（2024年、トラファルガー・ロー役、ヴィンスモーク・ニジ役、ホミング役、ユースタス“キャプテン”キッド役）
- サンジの海賊レストラン（2024年、コビー役）
- ハロウィン・ホラー・ナイト（2024年、ブルーローズ隊員）

### 舞台
- Patch stage EX『Four Contacts 〜よん!ろしくお願いします!! 劇団Patch四期生お披露目祭!!』（2016年、ダイゴ役）
- Patch stage vol.8 浮世戯言歌劇『磯部磯兵衛物語〜浮世はつらいよ〜』高尾山地獄修業編（2016年、小吉役）
- 『ホイッスル！BREAK THROUGH-壁をつき破れ-』[3]（2016年、森長祐介役）
- Patch stage vol.9『磯部磯兵衛物語〜浮世はつらいよ〜天晴版』[3]（2016年、小吉役）
- Patch stage vol.10『羽生蓮太郎』（2017年、桐志田興喜役）
- Patch stage vol.11『JOURNEY-浪花忍法帖-』（2017年、禄郎役）
- 平成29年度演劇鑑賞会 劇団Patch特別公演『大阪ドンキホーテ 〜スーパースター Patch ver.〜』（2018年、モモ役）
- Patch stage vol.12『ボクのシューカツ。』（2018年、曽我役）
- Patch × TRUMP series 10th ANNIVERSARY『SPECTER』（2019年、グレコ役）
- 無名劇団 第31回公演『プラズマ』[5]（2019年、主演：いずな役） - 初主演
- ナイスコンプレックス プロデュース公演 NP#3『12人の怒れる男』（2019年8月〈大阪公演〉、陪審員12号役）
- RockA⁺エンターテイメント第2回公演『ROBBER's LOVER 2』（2019年、的場源四郎役）
- Patch stage vol.13『カーニバル！カーニバル！カーニバル！カーニバル！カーニバル！カーニバル！カーニバル！カーニバル！カーニバル！カーニバル！カーニバル！カーニバル！カーニバル！』（2019年、ドク・ホリディ役）
- GORIZO STAGE Vol.2『エドアス！〜大江戸キック・アス！〜』（2019年、弟分役）
- ナイスコンプレックス プロデュース公演 NP#4『えんとつ町のプペル』（2020年、プペル役）
- ナイスコンプレックス プロデュース公演 NP#5『12人の怒れる男』（2020年、陪審員12号〈東京公演〉・陪審員11号〈大阪公演〉役）
- MonkeyWorks Vol.05『蒲田淳士の歪な就活』（2020年、白石誠役）
- カンテレ×劇団Patchプロジェクト 音楽朗読劇『マインド・リマインド〜I am…〜』（2020年 - 2021年、彼女の弟〈大阪公演〉・医師〈東京公演〉役）
- LIVEDOG Produce『DOG'S』(2021年2月、ロック役)
- 無名劇団 第37回公演『波高けれども晴天なり』[6]（2021年4月、画家トキ役）
- 舞台『私達が見た始まりの景色』（2021年6月、今壱役）
- 炎男〜ファイヤーガイズ〜公演 vol.10 『オサエロ』（2021年7月、浅井役）
- GORIZO STAGE Vol.3『#ネゴシ8 〜あなたを救う8人の自分〜』（2021年9月、人格2「ナルシスト」役）
- 舞台 『タクラマカン』（2021年10月、カラス役）
- GORIZO STAGE Vol.5『コマネーア！〜Call My Name Again〜』（2022年7月、アニキ役）
- 無名劇団 20周年記念公演『プラズマ-再臨-』[7]（2022年8月〈神戸公演〉・9月〈東京公演〉、主演：いずな役）
- 舞台 『And so this is Xmas』（2022年11月〈東京公演〉・12月〈大阪公演〉、来栖公太役）
- LiveUpCapsules『彼の男 十字路に身を置かんとす』（2023年4月、須藤昭雄役）
- 尾形大吾プロデュース 無名劇団 共催公演『ほこりにまみれろ』[8]（2023年7月、主演：晴海大吾郎役）
- 無名劇団 萬劇場 夏の短編集〜折戸通りの小さなストーリー 参加作品『好きにまみれろ』[9]（2023年8月、主演：晴海大吾郎役）
- 無名劇団 『あなとうと』（2023年10月、主演：オッチ（黒龍）役）
- ミュージカル座『すずらん通りの青い鳥』（2023年11月、星組ヤス役）
- 無名劇団 関西演劇祭2023 『あげとーふ』（2023年11月〈大阪演劇祭公演〉・2024年3月〈東京受賞作品公演〉、 おがちゃん役）[10]
- メガネニカナウ 『メガネゲイニントメガネニカナウ』 （2024年1月、チームA『福』ナガイ役）
- TeamJackalFeast『全方戦遊記〜ジパングの契り〜』（2024年2月、山本五郎左衛門役）
- リリーエアライン『雪の女王、より』（2024年3月、Bチーム）
- ミュージカル座『命日オプション』（2024年5月、タケオ役）[11]
- ShiMeJi 『パステルと星空キャンバス』（2024年6月、『千年幸福論』パステル役）[12]
- TeamJackalFeast 『そして誰もいなくならなかった』（2024年8月、Bチーム灰原翔役）
- 無名劇団・尾形大吾 共同プロデュース 東阪ツアー公演『BURNS FAMILY』（2024年8月・9月〈大阪公演〉・9月〈東京公演〉、次男役）[13]
- 劇団壱劇屋東京支部『APOCADENZA -アポカデンツァ-』（2024年10月、オラクル役）[14][15]
- 劇団アレン座 第11回本公演『1925→2025』（2025年1月、ごろう役）[16]
- 舞台『Fight! 2025』（2025年2月・3月＜東京公演＞斉藤恭太役・2025年3月＜大阪公演＞高尾勉役）[17]
- 劇団アレン座プロデュース 舞台 『TOU -REBUILD-』（2026年1月）[18]

### リモート演劇
- 無名劇団『BOMB AI YEAH!』（2020年、タク役）
- zoom生演劇『ロックダウンスパイ』（2020年、ロック役）

### イベント
- 劇団Patchのパッチこーい!!（2016年1月24日、HEPホール）
- 劇団Patchで年忘れ!紅白パチ合戦2016〜前前前世から千千千円と決めてたよ〜（2016年12月31日、森ノ宮ピロティホール）
- 劇団Patchのファン感謝祭！『パッチこーい！！vol.2〜今年初めて全員揃いますねんSP！（2017年9月5日、ABCホール）
- 劇団Patchのファン感謝祭！『劇団Patchのパッチこーい!! vol.3〜時は来た。全員集合2days祭り!!〜』（2018年9月3日、ABCホール）
- 劇団Patchのファン感謝祭！東京初上陸『劇団Patchのパッチこーい!!〜ボクカツ。終活祭り!!〜』（2018年11月18日、博品館劇場）
- 劇団Patchのファン感謝祭！『劇団Patchのパッチこーい!! vol.4〜パチベンジャーズ全員集結（アッセンブル）!!2019年のエンドゲーム!!〜』（2019年12月16日、YES THEATER）
- がけっぷち暴走会議〜赤信号をただひたすら渡る〜（2021年4月3日、京橋BERONICA）
- がけっぷち暴走会議〜東京の空から丸だしで失礼します〜（2021年4月24日、space&cafe ポレポレ坐）

### 中止または延期
新型コロナウイルス蔓延による延期と中止
- 無名劇団 第33回公演『BOMB AI YEAH!』（2020年）
- GORIZO STAGE Vol.3『#ネゴシ8 〜あなたを救う8人の自分〜』（2020年）
- 『アオフェス2020』（2020年）
- 劇団Patch結成8周年記念イベント〜Patchistory from 2012 to 2020〜（2020年）
- 劇団Patchのトークライブ〜まいどっ！！〜（2020年）
- dysmic Entertainment主催 W・シェイクスピア『真夏の夜の夢』（2021年5月）

### 映画
- ぼくは明日、昨日のきみとデートする（2016年）
- 無名劇団 劇場公開映画『ボンバイエ！』（2022年、主演：タク役）
- ハミンンンンンング（2023年）[19]
- 3分間ヒーロー(2025年、鳴海凌久役)

### テレビドラマ
- 女たちの特捜最前線（2016年)
- べっぴんさん（2017年、AIS店員役）
- デジタル・タトゥー 第1話（2019年、司会者役）
- 欲望の街　No.5 「漂う道頓堀キッズ」（2024年、香田北斗役）[20]

### ラジオ
- ソラトニワ梅田『どっちもPatch!?』（2016年）
- ABC『橋詰優子の劇場に行こう！』（2017年 - 2020年）

### 雑誌
- W! vol.10（2016年）

## 主催その他

### イベントの主催
- 『CRAZY ZOO』（2023年5月、世界館）[21]
- ソロイベント『だいごのまんま』（2023年7月、座・朋）[22]
- オンラインイベント『大人の遠足』（2023年9月）
- 『RESISTANCE』（2023年10月〈東京公演〉アトリエファンファーレ・2023年11月〈大阪公演〉海遊館ホール）[23][24]
- 『RESISTANCE』（2024年3月〈大阪公演〉テクスピア大阪・2023年4月〈東京公演〉TheaterMixa）[25][26]
- 『CRAZY ZOO』（2024年6月、世界館）[27]
- オンラインイベント『れじたび』（2024年9月）
- 『RESISTANCE』（2024年11月〈大阪公演〉TEMPO HARBOR THEATRE・2024年12月〈東京公演〉TheaterMixa）[28]

### その他裏方関連作品
- 舞台『Fight!』アシスタントプロデューサー（2025年）[17]